# Claudio Monteverdi
Claudio Zuan Antonio Monteverdi (místo nářečního Zuan se někdy uvádí spisovný tvar Giovanni, příjmení se řídce objevuje i jako Monteverde; pokřtěn 15. května 1567 v Cremoně, zemřel 29. listopadu 1643 v Benátkách) byl italský hudební skladatel z období přelomu renesance a baroka. Monteverdi svými hudebními inovacemi významně přispěl ke zrodu barokního stylu. Byl autorem řady profánních i sakrálních děl, významný je zejména jako dovršitel formy madrigalu (zkomponoval devět sbírek madrigalů) a jeden ze zakladatelů opery (např. Orfeus, Ariadna, Korunovace Poppey).
Monteverdi byl žákem cremonského skladatele Marc'Antonia Ingenieriho. Tvůrčí zralosti dosáhl ve službách mantovského vévodského dvora, v nichž setrval 22 let a získal zde všeobecné uznání jako operní skladatel. Poté, co byl v rámci úsporných opatření propuštěn z Mantovy, získal roku 1613 prestižní místo kapelníka baziliky svatého Marka v Benátkách, kde setrval až do smrti a podstatně přispěl k rozvoji hudebního života tohoto bohatého městského státu.
Ve svých kompozicích Monteverdi uplatňoval jak tradiční renesanční styl (jejž označoval jako „prima pratica“), tak i nový mnohem expresivnější a zvukomalebnější styl raného baroka („seconda pratica“). Slavná polemika konzervativního hudebního kritika Artusiho přiměla Monteverdiho formulovat teoretické základy nového hudebního slohu v předmluvě k Páté knize madrigalů (1605).
Stejně jako ostatní skladatelé své doby upadl i Monteverdi postupně do zapomnění, zájem o jeho dílo se však začal obnovovat počátkem 20. století. Dnes již Monteverdi má pevné místo v kánonu klasických skladatelů jako představitel raného baroka a operní tvůrce.

## Život

### Mládí
Monteverdiho otec Baldassare byl lékařem a lékárníkem. Matka Maddalena, Baldassarova první žena, byla dcerou zlatotepce a zemřela, když bylo Claudiovi asi osm nebo devět let. Brzy zemřela i další Baldassarova manželka Giovanna a skladatelův otec si svou třetí ženu, Francescu, bral v době, kdy Claudiovi bylo 17 let. Claudio Monteverdi byl nejstarším dítětem, vyššího věku se dožili čtyři jeho sourozenci: kromě Claudia dvě sestry (Maria Domitilla, Clara Massimilla) a dva bratři (Giulio Cesare, jenž se rovněž stal hudebníkem, a Luca). Claudiovi se dostalo dobré výchovy a brzy začal projevovat vynikající hudební nadání.
Jeho učitelem hudby byl Marc'Antonio Ingenieri, kapelník katedrály v Cremoně. Ingenieriho vliv je patrný na prvním Monteverdiho díle, které zkomponoval ve věku patnácti let. Byla jím sbírka skladeb Sacrae cantiunculae (1582). Roku 1587 mladý skladatel uveřejnil první ze svých devíti knih madrigalů.

### Mantova
Roku 1590 (možná již 1589) byl Monteverdi povolán ke dvoru mantovského vévody Vincenza I. Gonzagy jako zpěvák a violista. Na tomto místě setrval 22 let a nalezl zde výborné podmínky pro svůj hudební vývoj a kompoziční práci: velký orchestr a vynikající hudebníky.

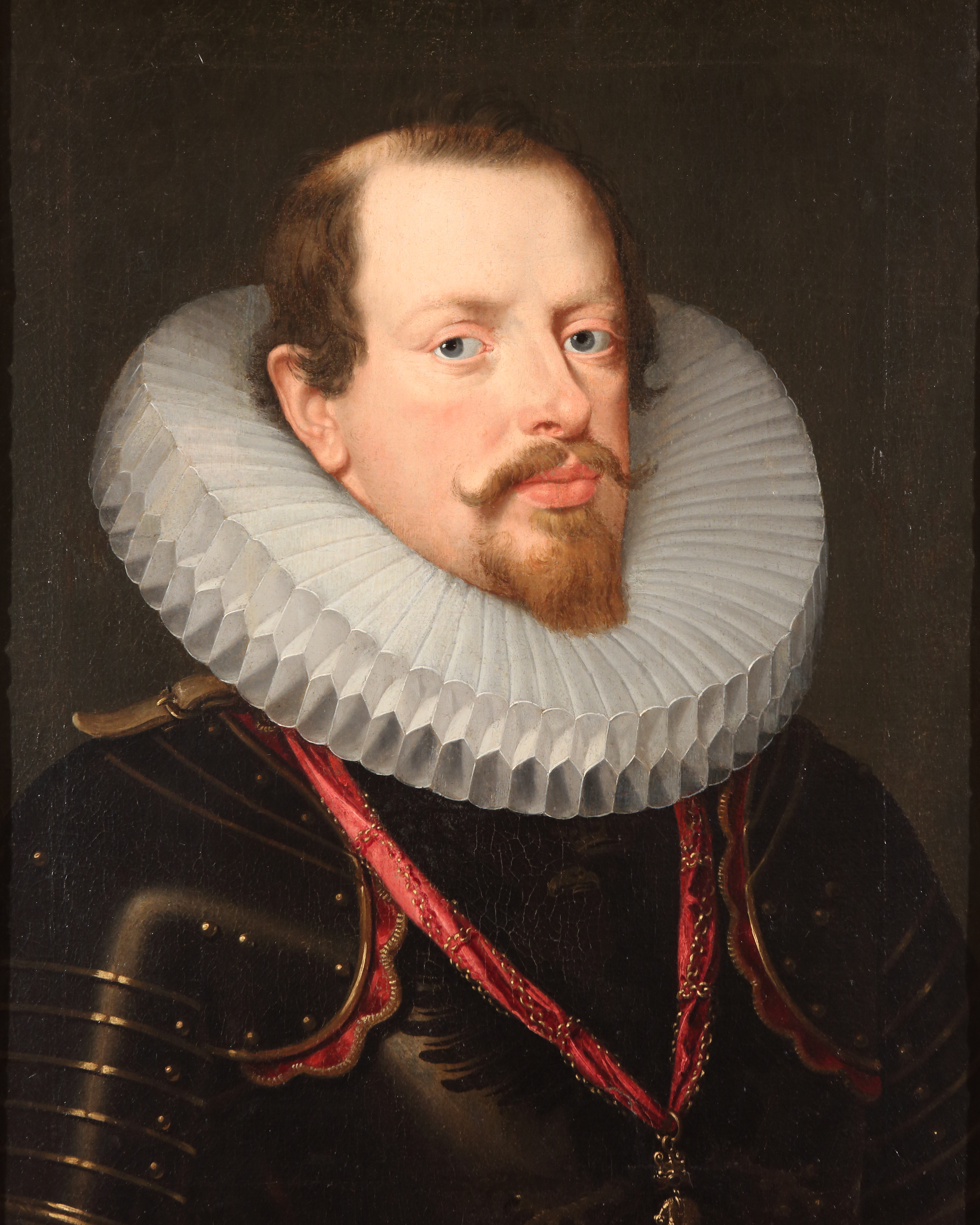
Vincenzo I. Gonzaga

Roku 1594 Monteverdi obdržel titul cantore a následujícího roku se účastnil vévodova tažení proti Turkům do Uher. Výprava motivovaná vidinou hojné kořisti při boji proti Turkům mířila nejdříve k římskému císaři a českému králi Rudolfu II. Kvůli epidemii nemocí se však výprava do bojů nezapojila a Monteverdi utrpěl finanční ztrátu, protože jeho plat nepostačoval ke krytí cestovních výdajů. 
20. května 1599 se Monteverdi oženil s Claudií Cattaneovou, dcerou svého kolegy, violisty Giacoma Cattanea. Téhož roku pak cestoval s orchestrem po Flandrech, kde poznal mistry tamního franko-vlámského hudebního stylu.
Roku 1601 byl Monteverdi jmenován kapelníkem (Maestro della musica), a to i přes útoky konzervativního hudebního teoretika Artusiho, který jeho styl obviňoval z přílišné „modernosti“, mj. přílišného používání disonancí. Monteverdi tak nyní odpovídal za veškeré hudební aktivity mantovského dvora vyjma vévodské Kapely svaté Barbory, kterou i nadále řídil skladatel Giovanni Giacomo Gastoldi. Jeho finanční situace však i nadále zůstávala neuspokojivá. V létě roku 1601 se manželům Monteverdiovým narodil syn Francesco Baldassare, budoucí hudebník, o tři roky později v květnu 1604 další potomek, budoucí lékař Massimiliano Giacomo. Mezitím roku 1603 narozená dcera Leonora Camilla zemřela brzy po porodu. Roku 1602 získal Monteverdi mantovské občanství a přestěhoval se blíže ke knížecímu paláci.
Vedle svých povinností na dvoře zkomponoval Monteverdi mezi roky 1590 a 1605 další čtyři knihy madrigalů. Od monodie, zdůrazňující jasné melodické linie, srozumitelné texty a zdrženlivý hudební doprovod, byl již jen malý krok k operní tvorbě. V předmluvě Páté knihy madrigalů (1605) reagoval na Artusiho kritiku a svůj novátorský styl (který nazval „seconda pratica“, druhá praxe, na rozdíl od starší „prima pratica“, první praxe) obhajoval tím, že „moderní skladatel pracuje na základě pravdy“, tedy snahou o větší výstižnost a citovou věrnost tématu skladby.
Roku 1607 zkomponoval Monteverdi jednu z prvních oper vůbec, nazvanou Orfeus (italsky L’Orfeo). Byla napsána na objednávku u příležitosti každoročního karnevalu v Mantově, kde byla uvedena 24. února a okamžitě slavila velký úspěch.
V září toho roku zemřela skladatelova manželka, což Monteverdiho hluboce zasáhlo. Z jeho dvou synů se Francesco později stal tenoristou v benátském Dómu sv. Marka a Massimiliano lékařem. Monteverdi se již nikdy neoženil a roku 1633 se nechal vysvětit na katolického kněze.
Následujícího roku, 1608, složil Monteverdi pro příležitost svatby mantovského prince Františka Gonzagy druhou operu, Ariadna (italsky Arianna), z níž se dochovalo pouze slavné Lamento – Ariadnin nářek. Roku 1610 pak vytvořil své mistrovské duchovní dílo, Mariánské nešpory (Vespro della Beata Vergine).
Přes hudební úspěchy dostával Monteverdi malý plat a následkem toho měl neustálé finančních obtíže. Po smrti vévody Vincenza roku 1612 byl propuštěn jeho nástupcem Francescem, jenž se snažil řešit špatnou hospodářskou situaci vévodství drastickými škrty a měl pro hudbu méně pochopení.

### Benátky

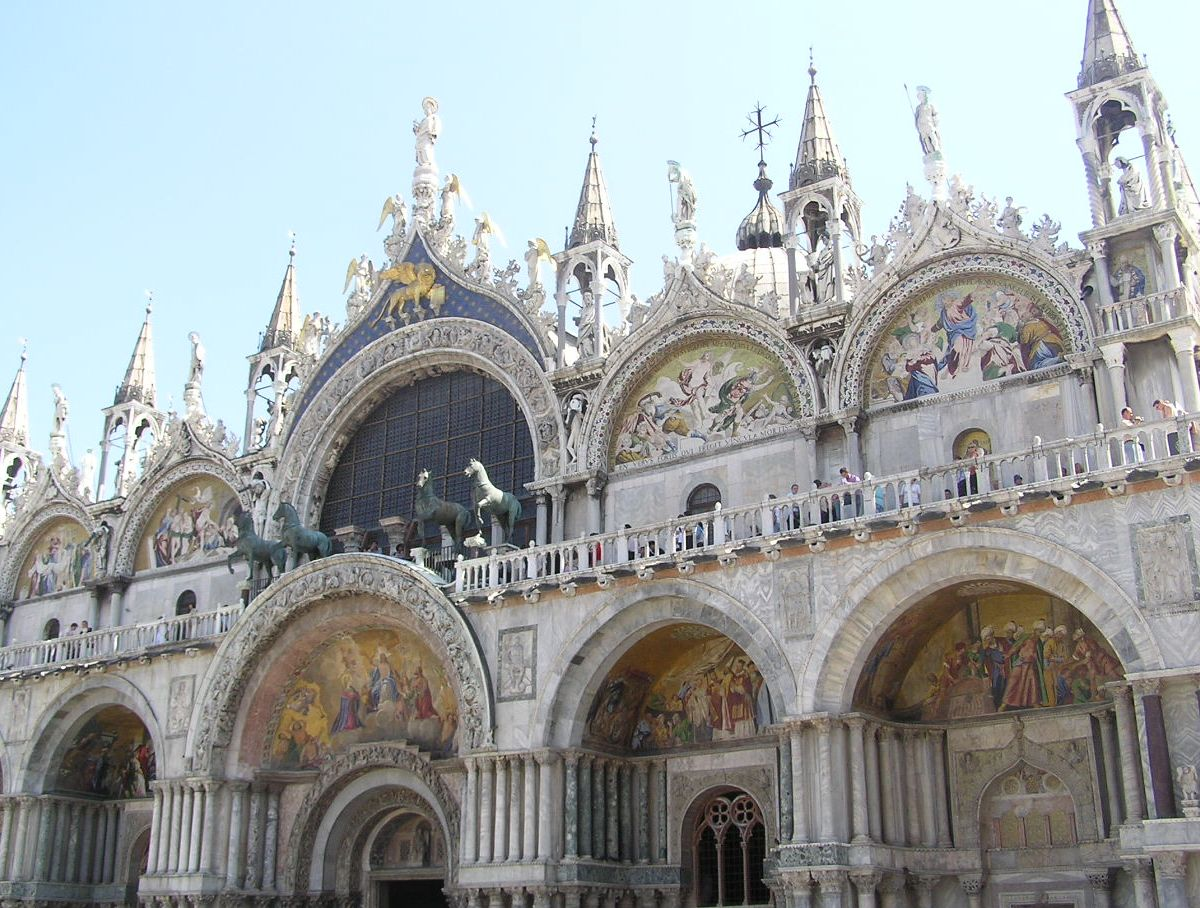
Dóm sv. Marka v Benátkách, pohled z Náměstí sv. Marka

Chudý a nezaměstnaný Monteverdi našel na jeden rok útočiště u svého otce v Cremoně. Roku 1613 byl pak jmenován kapelníkem Dómu sv. Marka v Benátkách, což bylo v té době jedno z nejvýznamnějších míst, jaká mohl hudebník dosáhnout. Monteverdi zde obnovil místní chrámový sbor a doplnil jeho repertoár svými novými skladbami, jejichž výběr roku 1640 uveřejnil pod názvem Selva morale e spirituale
Vedle duchovních děl Monteverdi komponoval i světské skladby. Roku 1624 v domě benátského patricije Girolama Moceniga uvedl první scénické oratorium v dějinách hudby Combattimento di Tancredi e Clorinda (Souboj Tankreda a Clorindy) a mezi roky 1614 a 1638 uveřejnil šestou až osmou knihu madrigalů.
Roku 1627 se Monteverdiho mladší syn Massimiliano dostal do vězení inkvizice, protože četl zakázanou knihu. Skladateli se podařilo ho ze žaláře vyplatit až po několika měsících.
Po smrti jednoho ze synů, který padl za oběť morové epidemii, se Monteverdiho zdraví začalo postupně zhoršovat. Komponoval však dále. Když v roce 1637 zahájilo v Benátkách provoz první veřejné operní divadlo Teatro S. Cassiano, složil další jevištní díla, mimo jiné opery Odyseův návrat do vlasti (Il ritorno d’Ulisse in patria, 1640) a Korunovace Poppey (L’incoronazione di Poppea, 1642).
Nedlouho po návratu ze své poslední cesty do Cremony a Mantovy zemřel Monteverdi roku 1643 v Benátkách (podle záznamů na febbre maligna, zhoubnou horečku), a byl zde uctěn slavnostním pohřbem. Jeho hrob se nachází v bazilice Santa Maria Gloriosa dei Frari.
Posmrtně (1651) vyšla ještě devátá kniha Monteverdiho madrigalů, sebraná z jeho pozůstalosti.

## Dílo

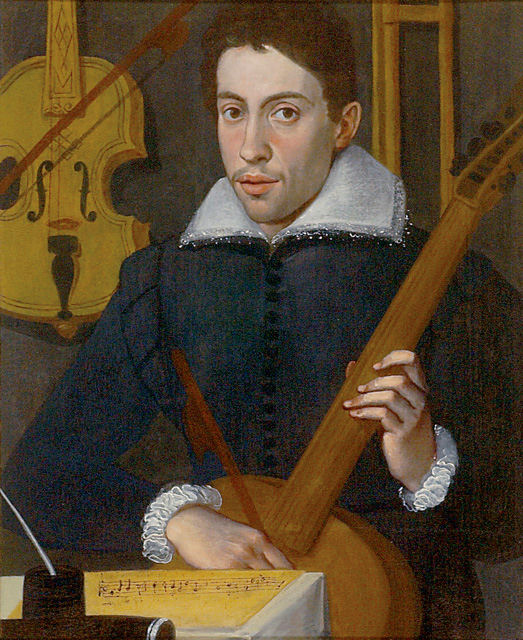
Nejstarší známý portrét Claudia Monteverdiho (asi 1597, autor neznámý)

Claudio Monteverdi stojí na přelomu renesanční a barokní hudby. Nikdy nepřestal komponovat také v dosavadním renesančním stylu, ve kterém byl vychován, zároveň však přispěl k vývoji nových hudebních forem, zejména opery, i ke změně kompozičního stylu (využití disonance v jeho seconda pratica), a je proto všeobecně považován za nejvýznamnějšího barokního skladatele před Heinrichem Schützem. Monteverdi prosazoval kompoziční styl jednoho (nebo několika) hlasů s doprovodem bassa continua vedle tradiční polyfonie v palestrinovském stylu. To mu dovolilo větší volnost ve výrazových prostředcích ve prospěch většího citového výrazu a tónomalby.
Dalšími jeho významnými inovacemi v oblasti techniky hry na strunné nástroje je používání tremola (stálého opakování stejného tónu) a zavedení pizzicata (hra bříšky prstů namísto smyčce) pro zvýšení dramatického účinku hudby.
Nový kompoziční styl nebyl zprvu všeobecně přijímán, objevovaly se prudké polemiky, zejména Giovanni Artusiho (v letech 1602–1612), ve kterých kritizoval nerespektování dosavadních kontrapunktických pravidel, volné nástupy disonancí (volně nastupující nona), netradiční vedení hlasů, rytmické postupy i zacházení s disonancemi.
Krátce poté, co florentský komponista Jacopo Peri ke konci 16. století vytvořil operu jako nový hudebně-dramatický žánr, dovedl ji Monteverdi k jejímu prvnímu vrcholu a již za svého života byl vysoce hodnocen jako operní skladatel. Celkem složil osmnáct oper, dochovaly se však pouze tři (l’Orfeo, l’Incoronazione a Il ritorno) a Lamento z opery l’Arianna.
Monteverdiho celoživotní písňová tvorba, kterou soustřeďoval do svých knih madrigalů, demonstruje postupný přechod od polyfonního stylu renesance k barokní monodii. Jeho osmá kniha madrigalů, poslední, kterou sám připravil k vydání, se jmenuje Madrigaly válečné a milostné (Madrigali guerrieri et amorosi). Tato mimořádná sbírka je považována za jedno z vrcholných děl raného baroka a obsahuje i předmluvu, v níž Monteverdi teoreticky odůvodňuje nové prvky své hudby.
Po smrti upadl Monteverdi postupně do zapomnění. Jeho dílo objevil až italský skladatel a hudební vědec Gian Francesco Malipiero, který je v šestnácti svazcích vydal v letech 1916 až 1942. Od té doby zájem o Monteverdiho postupně roste. V současné době je již považován za jednu z významných postav dějin evropské hudby.

### Kontext

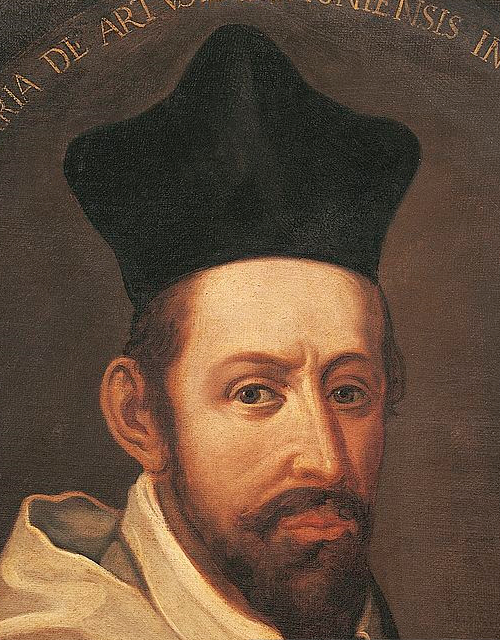
Giovanni Artusi

Monteverdi působil v období krize estetických hodnot. Až do doby krátce před jeho narozením byla veškerá vážná renesanční hudba psána technikou polyfonie, jež kombinuje řadu poměrně nezávislých hlasů do složité a kondenzované hudební struktury, má pevný matematický základ a přísná kompoziční pravidla, založená na etických principech. Nejprestižnějším žánrem, který pěstovali jeho velcí předchůdci – Josquin Desprez, Orlando di Lasso, Giovanni da Palestrina a další – byla duchovní hudba. Klíčovou hudební formou byla mše, jejíž latinský text byl vypracován ve zdobném kontrapunktu a poměrně rovnoprávné hlasy vytvářely homogenní hudební strukturu, jež odrážela ideály jasnosti, pořádku, přehlednosti, rovnováhy a harmonie. Renesance tyto hodnoty upřednostňovala; i celý vesmír se podle názoru tehdejší lidí přece řídil pevnou hierarchií, byl bezvadně koncipovaný, harmonický a člověk v něm zaujímal ústřední místo. V tomto filosofickém kontextu se disonance sice mohla v hudbě objevit, ale musela být pečlivě připravená a pečlivě vyřešená, protože rozbíjela harmonii celku.
Následkem velkých změn ve společnosti se tento idealistický systém zhroutil právě v době, kdy se Monteverdi narodil. Konflikt mezi katolíky a protestanty v polovině šestnáctého století dosáhl rozměrů náboženské války. Jako prostředek boje proti protestantismu papežství zahájilo hnutí protireformace, v němž duchovní hudba hrála důležitou roli jako nástroj šíření katolické víry. Protireformace proto usilovala o reformu polyfonie. Do té doby totiž těžištěm zájmu byla hudba, nikoli text; polyfonní mše předchozích generací vytvářely psychologický efekt majestátu a klidu, ale slova nemohla být pro posluchače srozumitelná, protože se ztrácela v husté kontrapunktické struktuře, v níž různé hlasy zpívaly různá slova ve stejné době. Podle legendy se již schylovalo k zákazu používat polyfonii během bohoslužeb, čemuž prý zabránil Palestrina tím, že v roce 1556 zkomponoval polyfonní mši Missa papae Marcelli, jejíž text zůstal při zpěvu srozumitelný.
V oblasti hudby protireformace usilovala nejen o srozumitelnost, ale také chtěla zesílit emocionální působení na posluchače, protože mnozí vnímali dosavadní polyfonii jako příliš intelektuální a chladnou. Pro splnění těchto nových potřeb začali hudebníci pracovat zcela jiným způsobem, vedoucím ke zjednodušení polyfonie. Byla obnovena monodie, v níž je sólový zpěv nebo recitativ doprovázen hlubší jednoduchou harmonickou podporou, zvanou basso continuo, jež je uspořádána vertikálně v akordech a ne v horizontální hudební linii, jakou používala tradiční polyfonní hudba. Basso continuo umožnilo věnovat hlavní pozornost vypracování textu a také dovolilo improvizační svobodu, jež v polyfonii neexistuje. Hudebníci tak mohli začít používat složitou rytmiku a chromatiku, jaká nebyla v rámci dosavadní „prima prattica“ dostupná.
Podle Menezese se rozdíl mezi „první“ a „druhou“ praxí zakládal na tom, co bylo možná hlavní otázkou hudební estetiky po celá staletí: na sémantičnosti nebo asémantičnosti hudby, tedy na otázce, zda hudba má sama o sobě něco znamenat. Barokní skladatelé začali upřednostňovat konkrétní problém: hudební ilustraci textu. Proto bylo důležité uplatňovat systém hudebních emocí známý jako teorie afektů, který byl tehdy v módě. Podle této teorie každý jednotlivý pocit, sám o sobě stálý a přesně definovaný, měl být ilustrován stereotypním zvukem rovněž formálně definovaným a neměnným. Skladatel tedy ve své hudbě systematicky používal tyto stereotypy, tento slovník emocí, s cílem dosáhnout, aby jeho hudba sama mluvila, aby přesně ilustrovala emoce obsažené v textu, a aby posluchači, znalí těchto konvencí, hlouběji a snáze pronikli do významu skladby a soucítili s jejími emocemi. Principy tohoto repertoáru hudebních prvků se odvozují z klasické rétoriky a používají různé prostředky: melodické nebo rytmické motivy, profil melodií, instrumentaci, druhy hlasů a tak dále, vždy ve spojení s určitým pocitem nebo emocí. Jak říkají Versolato a Kerr,
Znovuobjevení Quintilianovy knihy Institutio oratoria v roce 1416 bylo jedním z hlavních zdrojů rozvoje symbiózy mezi řeči a hudbou, k němuž došlo v šestnáctém století. V tomto textu se stejně jako u Aristotela klade důraz na podobnost mezi hudbou a promluvou a má stejný cíl jako všechna ostatní pojednání o řečnictví od starověku, a sice instruovat řečníka, jak ovládat a řídit emocionální reakci publika neboli – jazykem klasické rétoriky a také starých pojednání o hudbě – jak může mluvčí (tj. skladatel nebo interpret) pohnout „afekty“ svých posluchačů. Největší vliv na evropskou kulturu vykonávalo klasické rétorické myšlení od příchodu renesančního humanismu, kdy se rétorika stává základním kamenem vzdělávacích osnov škol a univerzit té doby a v důsledku toho ovlivňuje nový kompoziční přístup, a to jak v oblasti duchovní tak i světské hudby, což vedlo k novým stylům a hudebním formám, z nichž jsou nejznámější madrigal a opera. Spojení hudby s principy rétoriky je snad nejnápadnější rys racionalismu barokní hudby, utváří teoretické myšlení a estetiku tohoto období a definuje představy o hudebním stylu, formě vyjadřování, metodách komponování a provedení skladeb.
Raný Monteverdiho styl byl pevně zakořeněn v polyfonní tradici a brzy převzal estetické prvky, které obíhaly mezi učenci v Mantově, kde strávil první významnou část své kariéry. V tomto prostředí se pěstoval typ polyfonního madrigalu určeného náročným posluchačům, kteří akceptovali odchylky od přísných pravidel kontrapunktu s cílem zesílit emotivní účinky hudby a lépe ilustrovat text. To byl základ, který později rozvíjel z vlastních zdrojů, aby prozkoumal komplexnější možnosti monodie, vstoupil do světa opery a držel krok s novinkami skladatelů mladší generace, přičemž často překonával tvůrce těchto inovací. Monteverdi nebyl vynálezcem forem, jež používal. Polyfonní madrigal měl staletou tradici; monodii, operu i recitativ vytvořili Florenťané; chromatismus již využili s pozoruhodnými výsledky Luca Marenzio, Carlo Gesualdo a jiní; a jeho bohatá instrumentace jen rozšiřuje techniku Giovanniho Gabrieliho – avšak Monteverdi pozvedl tyto možnosti na mistrovskou úroveň bez konkurence ve své generaci. Přes množství inovací, které zaváděl, by bylo nesprávné jej nazývat průkopníkem.
Monteverdiho spor s Artusim, který trval zhruba deset let, byl ve své době nejznámější arénou konfliktu mezi prima pratica a seconda pratica, estetickou polarizací, jež díky příspěvku Monteverdiho mohla přežít a demonstrovat svou užitečnost tím, že bylo možno získat odlišné tvůrčí výsledky. Pro Artusiho byl nejvyšším soudcem umění intelekt, nikoli smysly. Umění pro něho znamenalo dosažení nejvyššího stupně schopností, podřízených teoretickým principům, takže výsledek byl zcela přenosný a srozumitelný a byl na stejné úrovni jako věda. Pro Monteverdiho bylo účelem umění dosáhnout emocí mimo oblast čistého intelektuálního porozumění. K dosažení tohoto cíle by umělec měl využít všechny prostředky, které má k dispozici, i za cenu porušení některých pravidel. Umění pro něj tedy je záležitostí osobní interpretace a nelze je plně uchopit rozumem; v oblasti reprezentace emocí neexistuje nic jako „správně“ či „špatně“, ale otázkou spíše je, zda umění je účinné a pravdivé. Renesanční dokonale poznatelný svět se zhroutil a trvalá tendence k vágnosti a individualismu nastolila nadvládu dualit silných kontrastů, subjektivity a nerovnováh či asymetrií; to jsou typické rysy manýrismu a především baroka. V předmluvě své Páté knihy madrigalů Monteverdi napsal:
Čtenáři, nebuď překvapen, že dovoluji otisknout tyto madrigaly bez toho, že bych předtím odpověděl na Artusiho komentáře ohledně některých malých detailů obsažených v těchto skladbách. Jsa ve službách Jeho Nejjasnější Výsosti z Mantovy, nemám potřebný dostatek času. Přesto jsem sepsal svou odpověď, aby bylo jasné, že nekomponuji bez rozmyslu. Jakmile bude přepsána, vyjde pod titulem Druhá praxe neboli Dokonalost moderní hudby a udiví jisté lidi, pro které neexistuje jiná „praxe“ než ta, kterou vyučuje Zarlino. Mohu je však ujistit, že pokud se týká konsonancí a disonancí, existuje i jiné hledisko, které je třeba uvážit, než to stávající, a že toto jiné hledisko je ospravedlněno uspokojením, které skýtá jak uchu, tak intelektu. Chtěl jsem ti to říci, aby titul Druhá praxe nepoužívali jiní a také aby nadaní lidé mezitím mohli hledat nové věci v oblasti harmonie a byli ujištěni, že moderní skladatel buduje svá díla na základě pravdy.

### Hudební teorie
Z dopisů, které si Monteverdi vyměněnil s Giovannim Battistou Donim v letech 1633 a 1634, je známo, že v těchto letech psal teoretické pojednání pod názvem Melodie čili hudební druhá praxe (Melodia overo seconda pratica musicale), které mělo podrobněji vyložit základy jeho techniky a estetiky, ale tento projekt nikdy neuskutečnil. Přesto jsou jeho názory zhruba známé, protože zanechal zásadní myšlenky o hudební teorii v různých částech své korespondence a v několika předmluvách svých sbírek madrigalů.
Monteverdi svou hudební „druhou praxi“ chápal jako transpozici starověké rétoriky do oblasti hudby. Rétorika Platóna, Aristotela, Quintiliana, Boëthia a dalších byla v době Monteverdiho stále platná a byla obohacena teorií afektů. Jeho chápání aplikace rétoriky na hudbu vycházelo z přímého pozorování člověka a přírody obecně, jak to dělali antičtí autoři. Ty následoval i ve své metodě výkladu, která systematicky používá strategii nejdříve stanovit klíčové prvky tématu, pokračovat zdůvodněním, a ukončit pojednání popisem praktických aplikací. Jeho teorie byla organizována v řadě symetrických a potrojných kategorií: první kategorie se týkala vystižení afektů duše (hněvu, uměřenost a pokora), druhá lidského hlasu (vysoký, nízký a střední), a třetí stylu či charakteru hudby (stile concitato, stile molle a stile temperato). Na tomto základě a podle předpokladu, že hudba by měla sloužit jako ilustrace a podněcovatelka vášní, skladatel definoval žánr concitato jako svůj vlastní vynález, jako výrazovou modalitu popsanou Platónem v Ústavě, která ještě nebyly prozkoumána skladatelskou praxí. Monteverdi vysledoval původ žánru, jeho historii a zdůraznil jeho význam pro zlepšení expresivních schopností hudby. Tento žánr podle něho vycházel z dalších tří principů, z řečnictví, harmonie a rytmu, který také tvoří základ každé dobré interpretace. Další potrojná kategorizace se týká charakteristiky hudby podle jejích funkcí: jevištní čili dramatická hudba, komorní hudba a hudba k tanci, přičemž je vztah mezi stylem stile concitato a válečnou hudbou, stile molle a milostnou hudbou a konečně mezi stile temperato a „reprezentativní hudbou“.
Každý ze stylů popsaných Monteverdim byl spojen s určitým souborem emocí, a jeho použití cílilo k reprodukci těchto emocí u posluchače. Concitato odráží vytváří vzrušení a expanzivní pocity, od nevázaného hněvu k neomezené radosti. Molle je vhodný pro zobrazení bolestných vášní vznikajících následkem stahování duše, jež vyjadřuje v chromatikou a disonancí. Nejméně jednoznačný je styl temperato, jehož cílem není vyvolávat intenzivní vášně, naopak ho charakterizuje neutralita a snaží se navodit jemné a tiché pocity; podle Monteverdiho byl typickým stylem dosavadní „první praxe“. Stojí za zmínku, že stejný Doni napsal Marinu Mersennovi, že Monteverdi má malou schopnost teoretizovat o hudbě, a někteří současní kritici, jako Brauner a Tomlinson, mají stejný názor s tím, že Monteverdiho myšlenky jsou často zmatené, že jeho teorie nejsou ani hluboké, ani originální, jak si možná myslel, a že své teorie uplatňoval často v rozporu s pravidly, jež si on sám stanovil.

### Forma a technika
Protože Monteverdi kladl velký důraz na ilustraci emocí a na dramatičnost, používal množství různých prostředků k dosažení požadovaného výsledku. V renesanci hrála pro skladatele klíčovou roli struktura zhudebňovaného textu, tedy počty slok, veršů, slabik i metrum poezie, k čemuž se hudba přimykala. Monteverdi a další barokní skladatelé však formu uvolnili, protože středem jejich zájmu nebyla struktura textu, ale srozumitelnost jeho obsahu a jeho citový a dramatický rozměr, a to zejména v případě opery. V Monteverdiho dramatické hudbě proto forma vyplývá z charakterizace postavy a může se rychle měnit podle náhlých změn citů postav; kadence jsou umisťovány na dramaticky a textově klíčových místech; repetice motivů, tonální relace a kontrasty pomáhají sjednocovat a organizovat hudební materiál.
Na poli hudební techniky Monteverdi systematicky používal v kadencích septakord, čímž vytvořil logickou tónovou harmonii, která dosud nebyla popsána. Dále porušil zásadu vytváření kvintakordů ze čtyř různých tónů a otevřel cestu ke složitějším akordům, intenzivně využíval tercie, dosahoval neslýchané efekty díky zvýšeným kvintám a zmenšeným septimám a začal používat septimy a nony. Od svých bezprostředních předchůdců, jimiž byli zejména Ingegneri, Cipriano de Rore a Orlando di Lasso v jeho závěrečné fázi, se naučil používat chromatické efekty, velké melodické skoky a modální kontrasty, aby zdůraznil dramatické momenty děje. V době, kdy se hodně pozornosti věnovalo rozvoji rétorických efektů hudebního projevu, recitativ přirozeně získal velký význam, stal se jedním z ústředních prvků opery a podílel se na přechodu od renesančního pojetí hudby k barokní modální harmonii. Recitativ, jak říká název, je v podstatě hudební vyprávění velmi blízké mluvenému projevu, kde nachází rétorika nejlepší působiště. V recitativu nejsou pravidelné rytmické vzorce, text volně a plynule proudí a je harmonicky podporován nástrojovým doprovodem, v době Monteverdiho obvykle cembalem, varhanami nebo loutnou, a případně melodickým nástrojem jako je viola da gamba, který posiluje hlubší tóny. Raní florentští operní tvůrci Jacopo Peri, Giulio Caccini a Emilio de'Cavalieri recitativ vytvořili a Monteverdi ho dovedl na vyšší úroveň kultivovanosti a efektivity. Použil jej ve všech svých operách s velkou zručností a byl schopen naznačit i přerývané dýchání charakteristické pro řeč dramatických postav.
Za příklad popisu emocí lze vzít Lamento z opery Ariadna, jež se stalo tak slavným, že prý v roce 1650 bylo slyšet všude. Nářek Ariadny opuštěné milencem v základní tónině d moll líčí širokou škálu rychle se střídajících silných emocí. Úvod árie prezentuje dva základní motivy, jež se v různých kontextech vracejí. Hlavní motiv shrnuje Ariadninu situaci hudebním způsobem: snížená submedianta, jež následuje po dominantě, má silnou tendenci se vrátit k dominantě, a naznačuje tak tragickou situaci, v níž je každý pokus o útěk odsouzen k nezdaru. Druhý motiv, v němž se hlas pohybuje z medianty k dolní tónice, vrcholí dokonalou kadencí, symbolizující odevzdanost osudu.

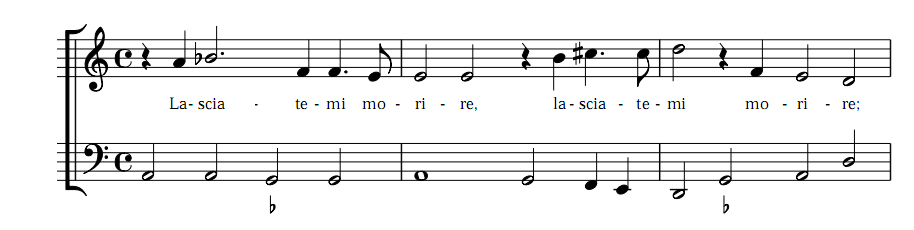
Úvod Nářku Ariadny

Monteverdi byl skladatelem přechodu mezi dvěma epochami a jeho hudba odráží stav neustálé a rychlé změny v technice, estetice i formách, posunu od přísného kontrapunktu k plně rozvinuté operní monodii. Jeho vývoj však nebyl lineární, a ve svých velkých operách i duchovních skladbách má vedle sebe prvky obou epoch. Používal je vědomě k vytvoření kontrastů, jimiž zdůrazňoval dramatičnost, vystihoval neustálé změny v lidské mysli a citech. Také instrumentaci používal v souladu s dobovou konvencí k vykreslení nálad a prostředí. Například pozouny a hluboké violy patřily do pekelných scén, loutny, housle, rohy a flétny do scén s bohy a vznešenými bytostmi, zatímco pastorační scény evokovaly dřevěné dechové nástroje. Pro svůj vzrušený stile concitato Monteverdi vytvořil novou techniku hry na smyčcové nástroje, zvanou tremolo, kdy se v rychlém sledu vrací stejná nota, což vykresluje zlostné a agresivní stavy, a s úspěchem ji aplikoval v Souboji Tancreda a Clorindy. Výškové rozpětí, tónina, rytmus a skoky melodie u Monteverdiho souvisejí s náladou, kterou chce svou hudbou vystihnout. Jako kapelník měl Monteverdi velký zájem na správném vedení hlasů pěvců a instruoval je podrobně ohledně dikce, síly hlasu, artikulace a frázování. Byl citlivý na zabarvení hlasu a přiděloval role podle vlastností hlasů zpěváků a podle jejich hereckých schopností.

### Interpretační potíže
Podobně jako u ostatních renesančních skladatelů musí současní interpreti Monteverdiho hudby překonávat množství překážek. Hlavní potíž tkví v tom, že v partiturách bývají přesně zapsány jen nástroje v oblasti continua, ostatní jen v náznacích, protože mnoho těmito nástroji prováděných úkonů bylo tehdy záležitostí vžité praxe. Partitury se často upravovaly podle místních podmínek, podle toho, jak dobří hráči na určité nástroje byli na místě k dispozici; konkrétním případem jsou podstatné rozdíly v partituře opery Korunovace Poppey mezi zněním provozovaným v Neapoli a v Benátkách.
Zvláštní kapitolou je neexistence artikulačních znamének a označení dynamiky či způsobu přednesu. (Monteverdi jen výjimečně označuje třídobé tempo ve sbírce Madrigaly válečné a milostné.) Lze je sice do novodobých partitur rozepsat na základě současných poznatků o tehdejší interpretační praxi, hudba tím ale ztrácí na živosti, protože za Monteverdiho doby byla v orchestru častá improvizace na základě číslovaného basu. Je také nutné brát v úvahu, že renesanční hudebníci hráli na ještě nedokonalé předchůdce dnešních nástrojů, zvuk orchestru se tedy značně lišil. Monteverdi pouze ojediněle udává tempo skladby.

### Vybraná díla

#### OperaOrfeo
L'Orfeo, favola in musica je jednou z nejranějších oper vůbec (je považována za nejstarší kompletně dochovanou operu). Monteverdi ji komponoval na libreto Alessandra Striggia pro mantovský karneval 1607. Po tamní premiéře 22. února byla o dva dny později provedena v mantovském dvorním divadle a vydána tiskem v Benátkách roku 1609. Moderní premiéru měla v koncertní podobě roku 1904 v Paříži.
Opera se skládá z prologu, ve kterém Duch hudby líčí božskou moc hudby, a pěti dějství. Děj je založen na antickém řeckém mýtu o Orfeovi, který se snaží vysvobodit svou mrtvou ženu Eurydiku z podsvětí, Hádu.
Orfeus se vyznačuje dramatičností a živou orchestrací. Monteverdi použil 15 viol, 2 housle, 4 flétny, 4 trubky, 5 pozounů, 2 cembala, harfu, 2 malé varhany (pozitivy), přenosné varhany s jazykovými píšťalami (regal) atd. Opera je raným příkladem kompozice, v níž jsou jednotlivým partům přiřazeny určité hudební nástroje. I když tato technika byla v době vzniku Orfea používána skladateli benátské školy již dvacet let, Monteverdi ji užívá mimořádně důsledně a explicitně.
Hudba opery svými kontrasty jasně vyznačuje tok děje, melodická linka je jasná. Autor používá styl hudební monodie, rozvinutý v posledních desetiletích 16. století florentskou Cameratou. Operou Orfeus Monteverdi vytvořil zcela nový žánr, dramma per musica čili drama na hudbu. Tento nový kompoziční styl opery následně brzy získal oblibu po celé Evropě.

#### Nářek Ariadny

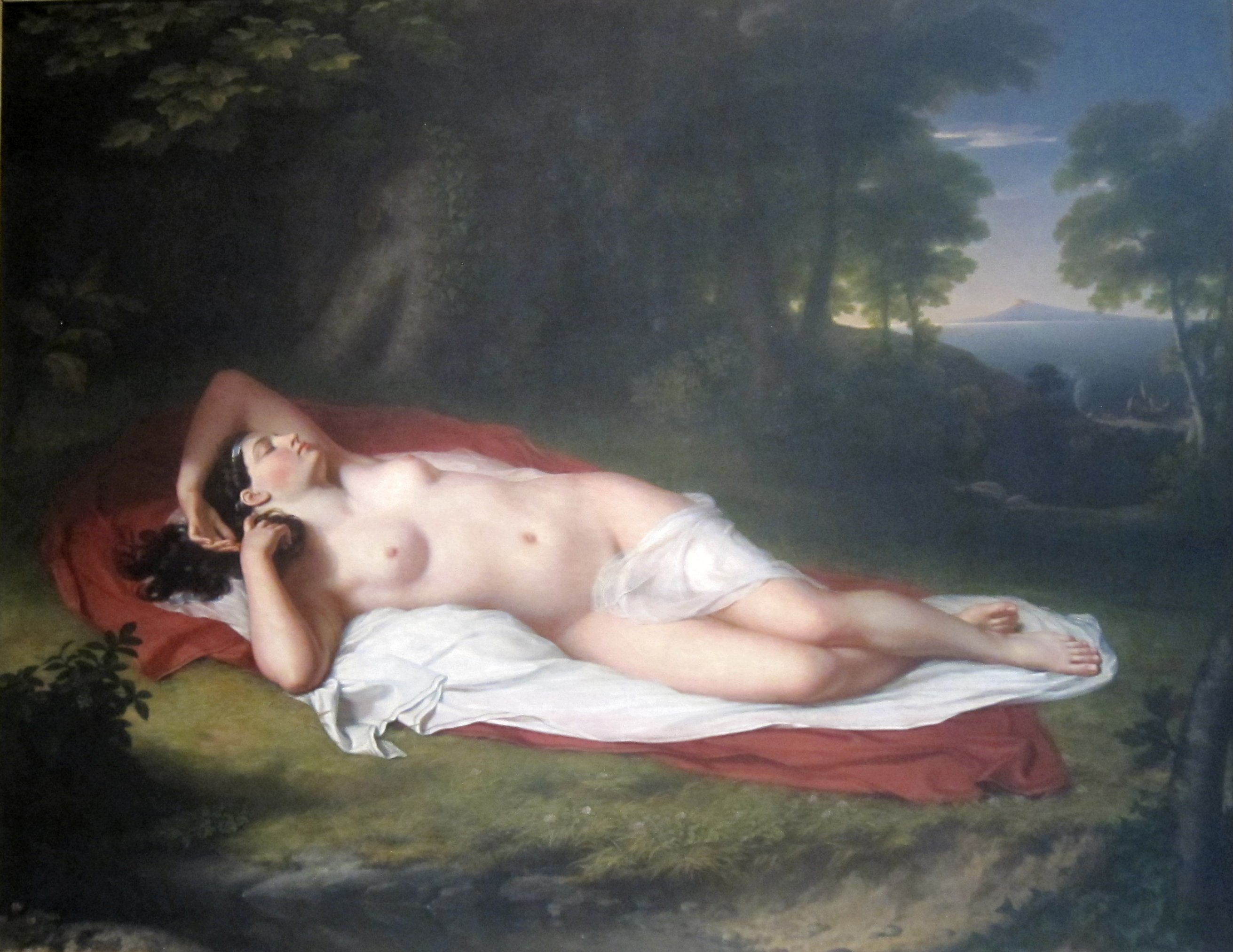
John Vanderlyn, Spící Ariadna na Naxu

Nářek Ariadny (Lamento d’Arianna) je jediná úplně dochovaná část opery Arianna (Ariadna), uvedené roku 1608 v Mantově. Není to ovšem část ledajaká: sám autor ji v dopise Alessandru Striggiovi označil za „nejpodstatnější díl opery“ a později ji uveřejnil ještě ve dvojím přepracování: v Šesté knize madrigalů (1614) jako pětihlasý madrigal a capella a v duchovní sbírce Selva Morale e Spirituale (Morální a duchovní háj, 1641) jako Pianto della Madonna, Pláč Madony. A posluchači, kteří tehdy při provedení Nářku skutečně ronili slzy, měli za to, že Monteverdi tímto skladatelským výkonem obnovil velikost ztracené antické hudby.
Arianna byla jednoaktová opera s prologem, komponovaná na libreto florentského básníka Ottavia Rinucciniho. Šlo o práci na objednávku u příležitosti svatby vévodova syna Františka s Markétou Savojskou. Děj je vzat z klasické řecké báje: krétská princezna Ariadna se zamiluje do athénského prince Thésea, a pomůže mu proto zabít netvora Mínotaura. Princ však spící Ariadnu opustí a vrací se domů do Athén, zatímco zrazená a opuštěná princezna naříká. Opera měla ještě happy end: Kupido pojí Ariadnu láskou s bohem Bacchem a bůh Zeus dvojici uvádí na nebesa mezi hvězdy.
Monteverdi při kompozici svých oper využíval nový styl, monodii s doprovodem hudebních nástrojů, se kterou se možná mohl osobně seznámit roku 1600 ve Florencii při uvedení Euridiky (l’Euridice) Jacopa Periho, pokud se ovšem tehdy nacházel v doprovodu vévody Gonzagy. Právě to mu umožnilo představit posluchačům Ariadnin tragický citový stav tak intenzivně a životně, jak to s použitím dosavadní polyfonní skladební techniky nebylo vůbec myslitelné. Volný rytmus recitativu umožňuje přirozenější a věrohodnější řeč hlavní postavy a Monteverdi doprovází přiléhavou hudbou Ariadniny emoce rychle se střídající od hněvu až po bezútěšný smutek.
Monteverdiho Lamento se stalo vzorem pro velký počet podobných hudebních čísel po celou dobu baroka a po znovuobjevení barokní hudby počátkem dvacátého století působí jako inspirace i dnes – jeho ozvuk můžeme najít i v poslední opeře Bohuslava Martinů na stejné téma a téměř stejného jména. Ariane z dvacátého století ovšem postrádá happy end, nářkem Ariadny vrcholí a končí.

#### Mariánské nešpory

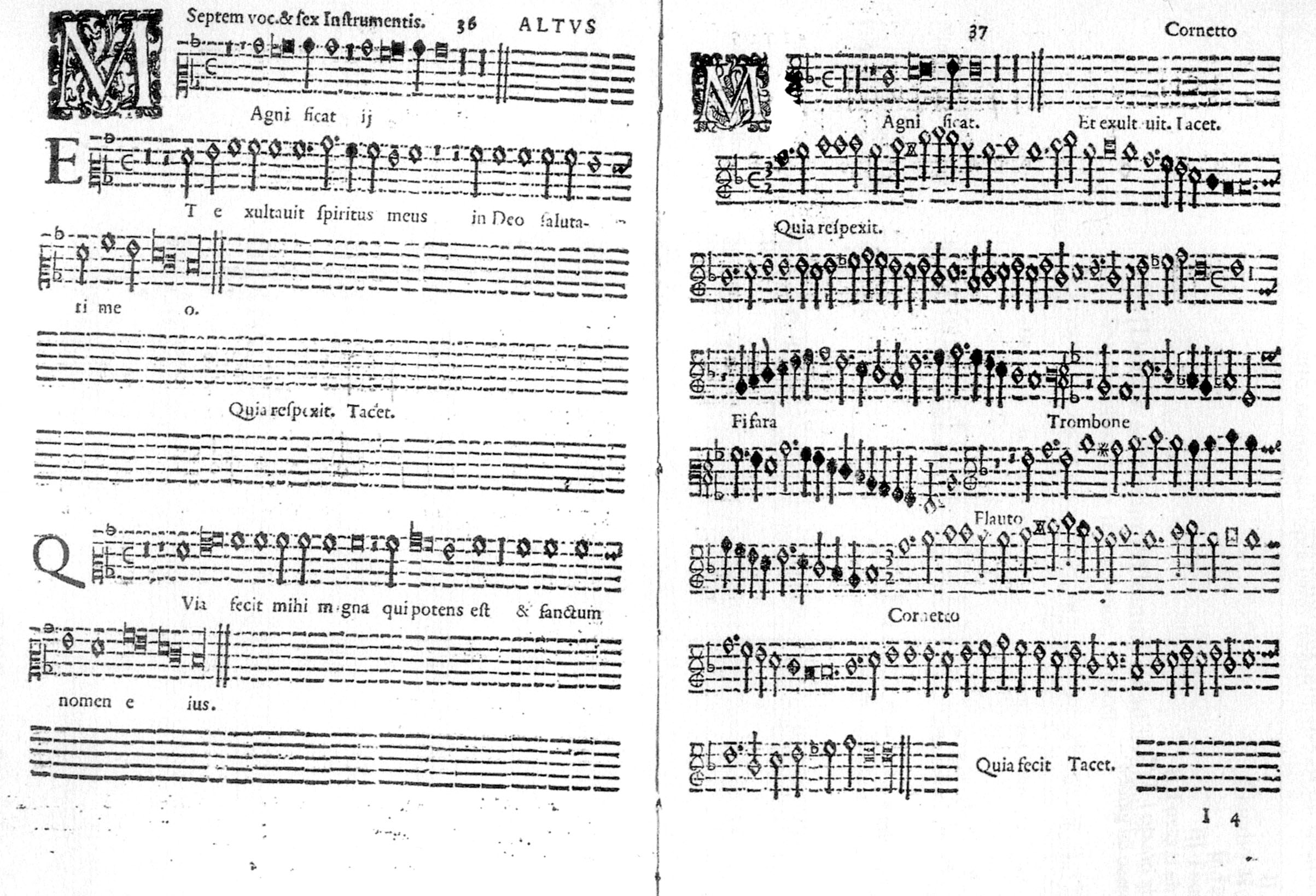
Mariánské nešpory, část altového partu

Mariánské nešpory z roku 1610 (Vespro della Beata Vergine da concerto, composta sopra canti fermi, doslova Koncertantní nešpory blahoslavené Panny, komponované na cantus firmus) jsou často považovány za největší autorovo dílo vůbec. Monumentální duchovní kompozice, srovnatelná snad jen s díly jako Händelův Mesiáš nebo Bachovy Matoušovy pašije, byla tištěna v červenci 1610 v Benátkách spolu s šestihlasou mší, komponovanou na hudební téma motetu Nicolase Gomberta In illo tempore loquante Jesu.
Přesné určení a smysl díla není dnes znám a je předmětem akademických debat. Také nevíme, kdy, kde a v jaké podobě bylo Monteverdim původně uvedeno. Jedna teorie říká, že může jít o přepracované skladby k oslavě svátku mantovské patronky sv. Barbory, které byly autorem před otištěním přeměněny na mariánskou liturgii, aby byly univerzálněji použitelné a lépe prodejné. Skladba je věnována papeži Pavlu V. – soudí se, že finančními těžkostmi sužovaný Monteverdi si tak chtěl pomoci k nějakému výnosnějšímu místu v církevních službách. První doložené provedení díla se konalo 15. srpna 1613 v Benátkách a Monteverdi byl na jeho základě zvolen 19. srpna tamním kapelníkem.
Z technického hlediska jsou Monteverdiho Nešpory náročnou skladbou vyžadující sbor dostatečně početný a zkušený, aby místy pokryl až deset vokálních hlasů, jindy se rozdělil ve dva různé sbory a během celého provedení doprovázel sedm různých sólistů. Skladba se vyznačuje individualizovaným přístupem ke každé z třinácti částí. Vedle monumentálních zvukových ploch se objevují chvíle intimní modlitby nebo ozvuky sekulární hudby. Monteverdi přitom dokáže udržet jednotu a celistvý dojem, mimo jiné tím, že staví na melodiích gregoriánského chorálu, jež v jednotlivých větách zůstávají přítomné jako cantus firmus.
Dílo se skládá ze čtrnácti částí: Deus in adiutorium, Dixit Dominus, Nigra sum, Laudate pueri, Pulchra es, Laetatus sum, Duo Seraphim, Nisi Dominus, Audi coelum, Lauda Jerusalem, instrumentální Sonata sopra Sancta Maria, Ave maris stella a Magnificat ve dvojím znění (pro sedm a šest hlasů).

#### Madrigaly aZápas Tancreda a Clorindy
Monteverdi komponoval madrigaly po celý život, celkem jich uveřejnil přes dvě stovky a používal je, podobně jako Beethoven své Sonáty, i k experimentům s novými hudebními postupy. Lze na nich proto snadno sledovat rychlý stylový vývoj na přelomu 16. a 17. století, k němuž Monteverdi svými inovacemi výrazně přispíval. Nejvýraznější rozdíl je patrný mezi Pátou (1605) a Šestou (1614) knihou madrigalů, což odpovídá době, kdy skladatel vytvořil své epochální Mariánské nešpory. Je to rozdíl mezi pozdní renesancí a raným barokem.
Madrigaly především z prvních pěti knih jsou klasické polyfonní pětihlasé vokální skladby, jejichž zdaleka nejčastějším tématem je, jak tehdy jinak, lásky žal, jakkoli při interpretaci jejich textů a hudby nelze zapomínat, že fráze „umírat láskou“ mohla být i eufemismem pro vyvrcholení milostného styku. Počínaje šestou knihou začíná autor využívat koncertantní styl, stile concertato, s doprovodem hudebních nástrojů, s využitím monodického stylu a občas i s prvky dramatické akce; tedy genere rappresentativo, reprezentativní žánr, jak Monteverdi sám píše v titulu své osmé knihy madrigalů i jinde.
Zvláště důležitá je v tomto ohledu osmá kniha madrigalů z roku 1638, nazvaná autorem Madrigaly válečné a milostné (Madrigali Guerrieri et Amorosi). Jejím dramatickým vrcholem je bitevní scéna Zápas Tancreda a Clorindy (Combattimento di Tancredi e Clorinda) na Tassův text z Osvobozeného Jeruzaléma. V této bojové scéně skladatel využil k dosažení dramatičnosti operní prostředky: předepsal zpěvákům, jak se mají během jednotlivých strof pohybovat a naznačovat děj, a navíc využil i novátorských zvukomalebných prvků, jako je pizzicato a tremolo. Hudba tak vykresluje běh rytířova koně nebo bojovou vřavu.
Zápas Tancreda a Clorindy si u Monteverdiho objednal jeho benátský mecenáš Girolamo Mocenigo, v jehož paláci byl Zápas také poprvé proveden během karnevalu 1624. Tassův děj je z dnešního pohledu poněkud bizarní: Křesťanský rytíř Tancred se utkává s pohanskou bojovnicí Clorindou, přemáhá ji a smrtelně raní; a Clorinda přijímá jeho víru, nechává se pokřtít a umírajíc zpívá Nebe se otevírá…, což je podle všeho první operní scéna umírání, jaká kdy byla zkomponována. Pro posluchače zjevně šlo o realistickou historickou scénu, protože dobové zprávy referují o slzách, které při tomto dojemném vyvrcholení prolévali. Monteverdiho zpracování se okamžitě po svém uvedení stalo slavným a ještě zvýšilo autorovu pověst. Protože jeho hudba kromě novátorství oplývá i kvalitou a výrazovou silou, neztratilo na významu ani po staletích.

#### OperaKorunovace Poppey

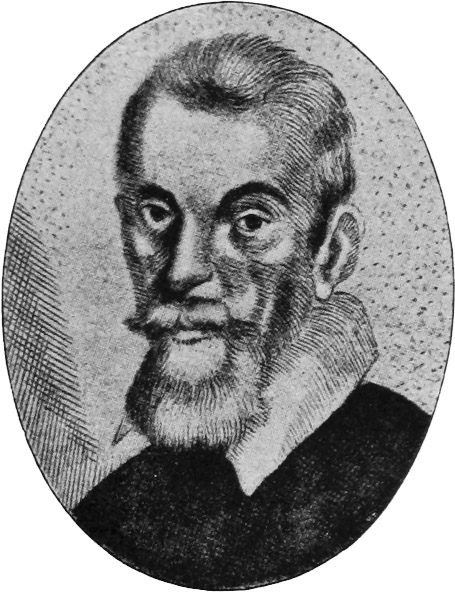
Claudio Monteverdi

Monteverdiho vrcholná opera Korunovace Poppey (L’incoronazione di Poppea) byla poprvé uvedena v benátském Teatro Santi Giovanni e Paolo (Divadle sv. Jana a Pavla) roku 1642. Libreto k ní napsal benátský básník Giovanni Francesco Busenello na historický motiv vzatý z Tacitových Letopisů.
Dvouaktová opera s tehdy obvyklým alegorickým prologem líčí vzestup neskrupulózní a kariéristické titulní hrdinky až na trůn po bok císaře Nerona. Poppea jde za svým cílem doslova přes mrtvoly a je úspěšná: závěr opery oslavuje vítězství její lásky k Neronovi a její společenský triumf. Soudobým divákům, kteří znali nešťastný konec jejího příběhu (těhotná Poppea byla pološíleným Neronem zavražděna) však jistě neunikla hluboká ironie, která se v díle skrývá.
Z hudebního hlediska představuje Poppea zralou ukázku dobové opery, dovedně spojující impresivní stile recitativo s pestrým množstvím dalších hudebních žánrů od ukolébavky po lamento. Obsahuje řadu hudebně dokonale ztvárněných čísel, například Neronovu hádku se svým učitelem Senecou. Nero nejprve na filozofovy argumenty odpovídá klidně, postupně však stále víc ztrácí sebeovládání, a Monteverdiho hudba mistrovsky líčí tento plynulý přechod od věcné řeči panovníka k výhrůžkám rozmazleného dítěte.
Dílo je obvykle považováno za vrchol Monteverdiho operní tvorby a zároveň za nejlepší operu sedmnáctého století.

### Korespondence
Dochovalo se 126 Monteverdiho dopisů z let 1601–1643, buď originálů nebo rukopisných kopií, což je pravděpodobně jen malý zlomek toho, co napsal. Dávají dobrou možnost nahlédnout do jeho myšlenek a jeho soukromého života i poznat jeho kulturní postoje a literární nadání. Podle Stevensovy analýzy je Monteverdiho próza stejně hladká a kultivovaná jako jeho nejlepší skladby a mnohé dopisy jsou malými literárními skvosty:
V mnoha jeho dopisech je cítit stejný žár, který propojil improvizaci s formální disciplínou v úžasných mistrovských dílech jako Combattimento či chaconna Zefiro torna. Ohlásí se hlavní téma, vzápětí se zaplete do neúprosného kontrapunktu vedlejších témat, rozvíjených a rozšiřovaných pomocí vsunutých aluzí, pak se původní téma vrací a vše míří k závěrečné kadenci. Jeho dopisy mnoha způsoby odrážejí jeho hudbu.

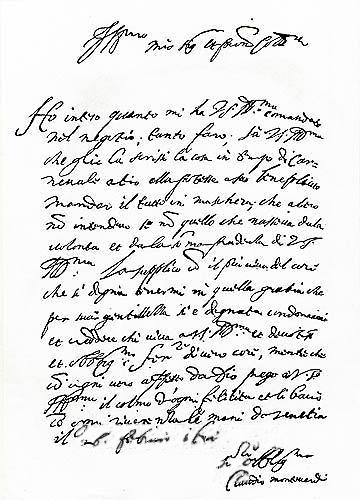
Faksimile Monteverdiho rukopisu – dopis patronovi

Monteverdiho prózou prosvítá hluboká znalost latinských klasiků s jejich smyslem pro elegantní rovnováhu a jasnou strukturu. Jeho styl však je humanistický: dlouhé a spletité věty vyjevují autorovy emoce a používají lidový slovník stejně jako složité gramatické konstrukce, které se velmi obtížně překládají do jiného jazyka.
Obsah dopisů je velice různorodý. Mnohé jsou adresovány patronům a jiným příslušníkům šlechty, takže v nich nalezneme náležitě uhlazený, ponížený a vyumělkovaný jazyk, jak bylo tehdy zvykem. Tón dopisů přátelům je zcela odlišný a autor neváhá odhalit své politické a umělecké názory ani problémy každodenního života. Bez obalu líčí někdy děsivé detaily rivalit, korupce a intrik, jež sužovaly život církevních institucí i knížecích dvorů; naříká nad urážkami, jimž byl vystaven ze strany šlechticů nebo jiných hudebníků; odsuzuje trvalý stín inkvizice, v němž všichni žijí; a jindy se raduje z drobných úspěchů, ze synovy pomoci, z úspěšného koncertu, ze cti být pozván jako hudebník do vznešené domácnosti. Několik dopisů obsahuje komentáře ke skladbám, které právě komponoval, a dává o nich cenné informace, tím spíš, že některé ze skladeb jsou již ztraceny. Místy hovoří o přátelích a členech rodiny až krypticky, nezmiňuje jejich jména a poskytuje o jejich identitě pouze nepřímé náznaky.
Příkladem jsou následující úryvky dvou dopisů. První z 28. listopadu 1601 je adresován vévodovi Vincenzovi a Monteverdi se v něm omlouvá, že ihned nezažádal o místo kapelníka po smrti Benedetta Pallavicina. Druhý je z 22. listopadu 1625 a Monteverdi prosí advokáta Mariglianiho Ercolea o pomoc v procesu, v němž se po přestěhování z Mantovy do Benátek soudí o zabavený majetek včetně svého domu.
Vaše Jasnosti, můj nejváženější Pane,
jestliže jsem nespěchal osobně požádat o přízeň Vaší Výsosti při příležitosti Pallavicinovy smrti, abych získal muzikantské místo, které dříve držel pan Giaches (de Wert), mohla by snad závist v myslích jiných lidí použít k mé škodě obvyklé pletky – podobné spíše rétorice než hudbě – aby umenšila dobrou vůli Vaší Výsosti vůči mé osobě tím, že by Vám naznačila, že příčinou je buď moje obava z vlastní nedostatečnosti anebo přehnaná sebedůvěra, a že proto ambiciózně očekávám to, co jsem (jakkoli jsem nehodný služebník) měl vášnivě žádat a s mimořádnou pokorou vyprošovat…
Vaše Osvícenosti, můj nejváženější Pane,
Když jsem obdržel od nejváženějšího pána pana Bagozziho, mého právníka, přiložený dopis, v němž – jak Vaše Osvícenost ráčí vidět – mě informuje o tom, že pan Belli používá všechny prostředky, jež si dokáže vymyslet a použít, aby působil proti mně (čemuž jsem doposud nevěřil ve světle slov, které jste mi napsal ve svých předchozích dopisech; když totiž byly mě věci prodány, mohl použít tento příjem tak, aby se celá záležitost vyřešila), obracím se opět na Vás a prosím Vás, abyste ho přiměl se uklidnit a vyčkat výsledku, který se pokoušíte přivodit přes jednoho či druhého prostředníka… Teď musím ze svého mála zaplatit dalších 200 nebo více scudů nad dosavadní náklady – jiných 200 – a, jak se mi zdá, pan Belli sám mi nic nedává kromě tyranizování a zlé vůle, a minulých ústrků už bylo dost i bez toho, že by se přidávaly další. Kdybych jen mohl být v Mantově, záležitost by jistě nabrala jiný směr. Pomoci mi můžete Vy a vím, že použijete svůj vliv, abyste mě osvobodil od těchto nepředstavitelných a nemyslitelných mrzutostí.

## Kritické přijetí

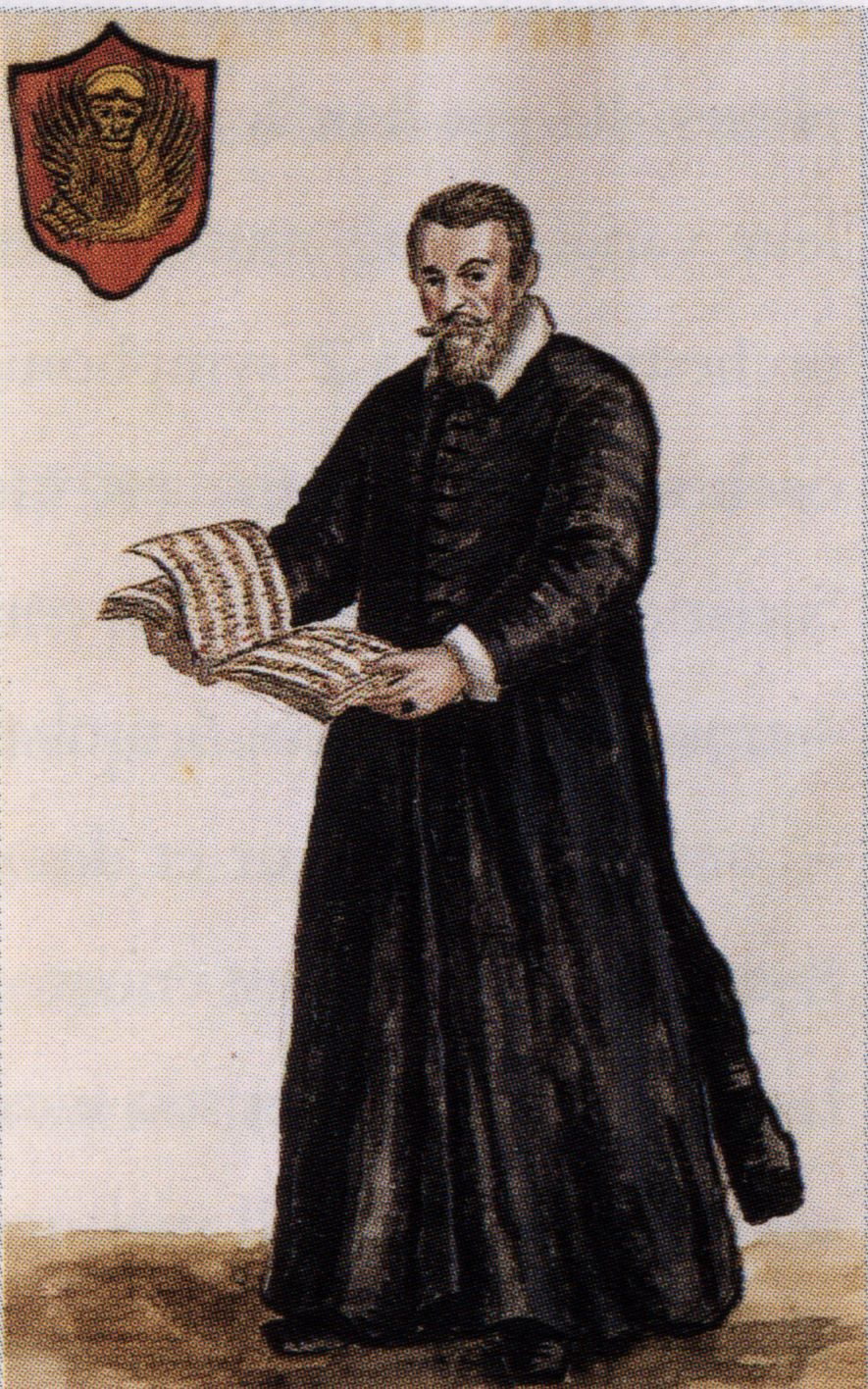
Anonymní portrét Claudia Monteverdiho

Monteverdi, zvaný svými současníky „hudební orákulum“ a „nový Orfeus“, zůstal v popředí zájmu ještě asi deset let po své smrti. Vycházela nová vydání jeho děl, několik dosud neuveřejněných skladeb vyšlo jak v antologiích, tak ve zvláštních svazcích, a hrály se některé jeho opery. Několik významných hudebníků uveřejnilo vřelá slova na jeho adresu, například francouzský královský kapelník Thomas Gobert chválil Monteverdiho harmonické experimenty, německý skladatel Heinrich Schütz se prohlásil za Monteverdiho dlužníka a teoretik Christoph Bernhard zařadil Monteverdiho mezi mistry toho, co nazval „okázalým stylem“. V Itálii publikum i nadále oceňovalo výrazné jevištní vokální kompozice, ale Monteverdiho světské dílo upadlo po krátké době do zapomenutí s tím, jak rostla obliba lehčí a plynulejší opery, madrigal rychle vycházel z módy a publikum neustále vyžadovalo hudební novinky. Monteverdiho duchovní hudba se udržela o něco déle díky převládajícímu konzervatismu v církevní hudbě, avšak i zde po čase uvolnila místo novějším autorům. Jméno Claudia Monteverdiho se neobjevilo ani na přelomu sedmnáctého a osmnáctého století, když římští vzdělanci usilovali o obnovu madrigalu.
V roce 1741 vyšel Monteverdiho životopis, který napsal Francesco Arisi. Toto pojednání citoval musikolog Giovanni Battista Martini v díle Storia della Musica (1757–1781), a pak dal Monetverdimu velký prostor ve svém pojednání o kontrapunktu (1774–1775); přetiskl také dva z jeho madrigalů a Agnus Dei z Monteverdiho mše Missa In illo tempore, navíc zde uveřejnil rozsáhlé komentáře skladeb a celkové zhodnocení Monteverdiho díla. Na konci osmnáctého století John Hawkins a Charles Burney napsali nové životopisy Monteverdiho, Burney svoji práci navíc ilustroval několika hudebními ukázkami. Roku 1783 Esteban de Arteaga napsal historii opery v Itálii, kde citoval pochvalně Monteverdiho a povšiml si vlivu zvláště jeho Ariadny na Pergolesiho. V roce 1790 Ernst Gerber zařadil Monteverdiho do svého lexikonu Historisch-biographisches Lexikon der Tonkünstler a ve vydání z roku 1815 heslo ještě podstatně rozšířil, přičemž skladatele nazval „Mozartem své doby“. V polovině devatenáctého století byl Monteverdi předmětem zájmu historiků jako Solerti Angelo a Francesco Caffi a těžil z obnoveného zájmu o hudbu šestnáctého století. V roce 1887 byla publikována první rozsáhlá Monteverdiho biografie z pera Emila Vogela. V té době již o Monteverdim psali mnozí jiní a jeho skladby byly stále častěji tištěny, například L'Orfeo (tři vydání mezi roky 1904 a 1910), La Coronatione di Poppea (1904, 1908 a 1914), Ballo delle Ingrate a Il Combattimento (1908), madrigaly (1909 a 1911), Sacrae Cantiunculae (1910) a mše z Selva Morale e Spirituale (1914).
Monteverdiho sláva začala opět růst; velmi ho chválil Karl Nef, který ho srovnal se Shakespearem, a Gabriele d'Annunzio, který jej označil za božského, za hrdinskou duši a předchůdce typicky italského lyrismu. Jeho talent rozpoznalo několika dalších významných hudebních umělců a vědců, jako byli Hugo Riemann, Nadia Boulangerová, Vincent d'Indy, Ottorino Respighi, Igor Stravinskij a Romain Rolland, a jeho skladby se dostaly k širšímu publiku, i když ve většině případů byly silně přepracovány tak, aby vyhověly pozdně romantickému vkusu. Na druhou stranu menšina vlivných kritiků, například Donald Tovey, jeden z autorů Encyklopædie Britannicy ve vydání z roku 1911, se domnívala, že Monteverdiho hudba je beznadějně zastaralá.
V letech 1926 až 1942 poprvé vyšlo celé Monteverdiho dílo v šestnácti svazcích péčí italského skladatele a muzikologa Giana Francesca Malipiera. V předmluvě Malipiero napsal, že jeho cílem není křísit mrtvého, ale náležitě docenit génia a ukázat, že zásadní díla starého umění mají stále co říci modernímu světu. Přes hodnotu tohoto průkopnického počinu podle Tima Cartera trpí Malipierovo vydání některými edičními nedostatky. Malipiero byl zřejmě dost povrchní při výběru, kterou z dochovaných verzí skladby vzít za výchozí; přitom existuje v řadě případů množství vydání a kopií vzniklých jak během Monteverdiho života, tak i po jeho smrti, a tyto verze se liší v mnoha detailech, přičemž někdy jsou rozdíly podstatné. Vydavatel také nenabídl žádné vysvětlení těchto rozdílů, zatímco současnou akademickou zvyklostí je porovnat všechny rané prameny, které jsou k dispozici, a na základě jejich analýzy hledat nejautentičtější znění. V každém případě však Malipierova práce byla byl mezníkem v monteverdiovských studiích.

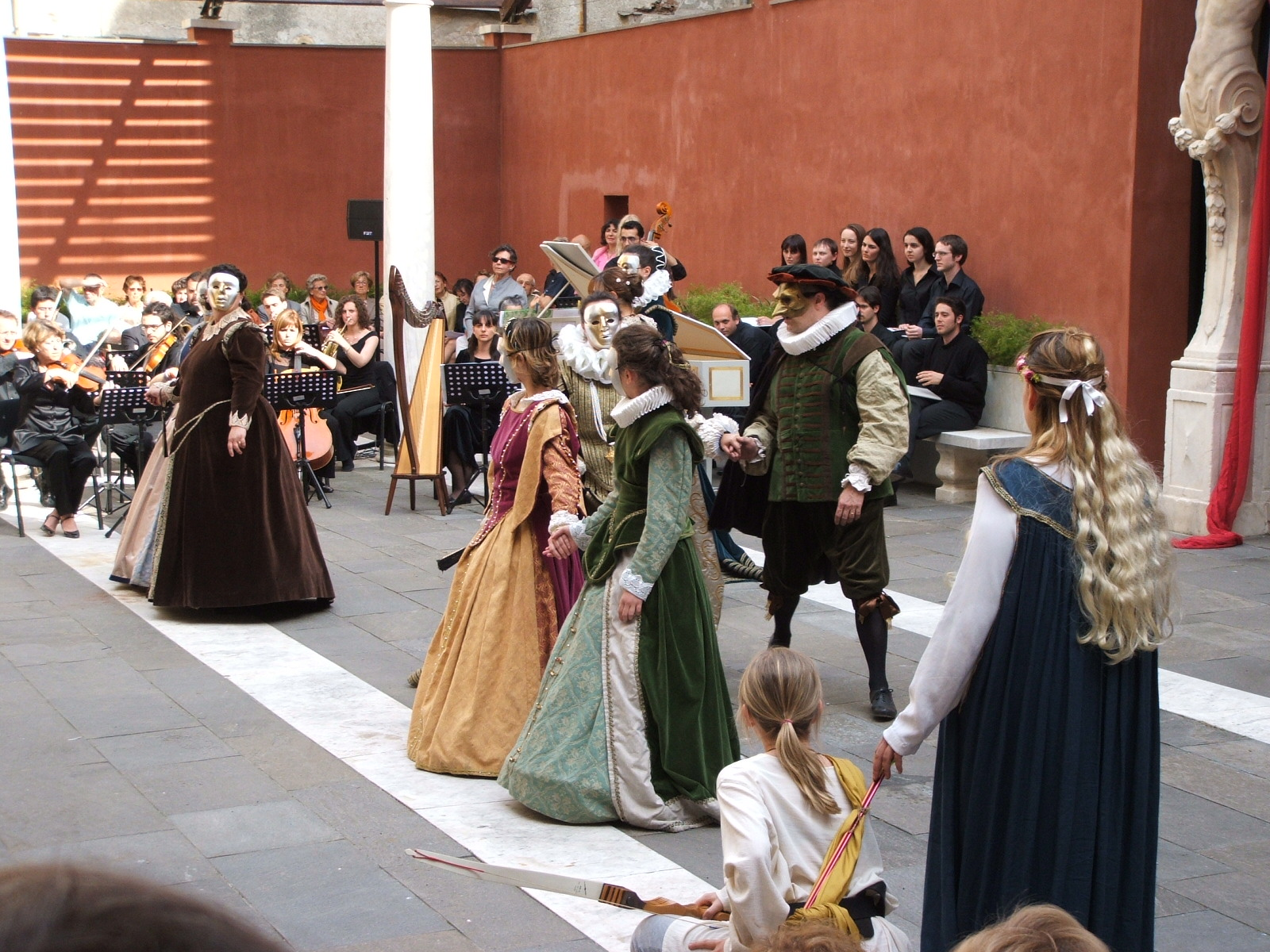
Moderní představení Ballo delle ingrate v Janově roku 2006

Monteverdi byl vybrán pro zahájení edice BBC Promenade Concerts v roce 1967 a od té doby se zájem o jeho život a dílo znásobil. Část tohoto obnoveného zájmu pramení z toho, že byl účastníkem známé polemiky s Artusim, považované za symbol věčného boje mezi progresivními a reakčními silami, což ho činí, jak o něm řekl Pryer, „spřízněnou duši“ dědiců modernismu. Monteverdi je dnes asi nejlépe známý hudebník z období před Bachem, ačkoli jeho popularita u široké hudební veřejnosti není srovnatelná s jinými významnými operními skladateli, jako jsou Mozart, Verdi a Wagner; stále je, jak řekl Linderberger, mnohem víc vzdálenou ikonou než někým důvěrně blízkým. Mark Ringer soudí, že je to zčásti tím, že Monteverdi je nejsilnější jako operní skladatel, což nelze plně ocenit poslechem audionahrávek, ale pouze během živých představení, v nichž může naplno zazářit divadelní charakter jeho nejlepších skladeb. Prodeje nahrávek také odrážejí tuto realitu. Zatímco v letech 1987 až 2007 nejprodávanější záznam Monteverdiho skladby, Orfeus pod taktovkou Johna Eliota Gardinera, dosáhl sedmdesát tisíc prodejů. ve stejném období prodalo Čtvero ročních období Antonia Vivaldiho ve verzi Nigela Kennedyho po celém světě více než dva miliony nosičů.
Přesto mnoho skladatelů po celé dvacáté století přebíralo Monteverdiho hudební materiál do svých kompozic či ho zpracovávalo do soudobé podoby a skladatel se objevil i jako literární postava nebo téma estetických a filozofických debat. Tato jeho schopnost stát se součástí každodenního jazyka intelektuální komunikace, aniž by bylo nutné jeho příběh zvlášť vysvětlovat, je podle Anthonyho Pryera jasným znamením, že Monteverdi je živým prvkem západní kultury nejen jeho vlastní doby, ale i současnosti. Leo Schrade řekl, že Monteverdi byl první a největší hudebník schopný spojit umění se životem, slovy Raymonda Lepparda,
Největší skladatelé se obvykle objevují na konci uměleckého období, kdy se technická stránka stabilizuje a také hudební estetika se více či méně ustálí. Snad nejvíce mimořádná skutečnost kolem Monteverdiho je to, že dosáhl tak dokonalého mistrovství v době, kdy zároveň utvářel nový hudební styl – styl, který velké části znamenal úplný rozchod s minulostí… Existuje jen velmi málo skladatelů, kteří by tolik předznamenali to, co přichází, a přitom žili dost dlouho na to, aby uskutečnili své vlastní proroctví.

## Seznam Monteverdiho kompozic
Kromě níže uvedených skladeb existují i další krátké kompozice roztroušené v různých sbírkách a rukopisech.

### Duchovní dílo
- Sacrae cantiunculae 3 v., 1582
- Madrigali spirituali 4 v., Brescia 1583
- Vespro della beata vergine da concerto composta sopra canti fermi, 1610
- Selva morale e spirituale 1641
- Messa a 4 v. et salmi a 1–8 v. e parte da cappella & con le litanie della B.V. 1650

### Světská vokální díla
- Canzonette 3 v., 1584
- 6 knih Madrigali a 5 v. 1587, 1590, 1592, 1603, 1605 (s B.c.), 1614 (con B.c., con uno dialogo a 7 v.)
- Concerto, 7. kniha madrigalů 1–4 e 6 v. 1619
- Madrigali guerrieri et amorosi …libro 8° 1-8 v. con B.c., 1638
- Madrigali e canzonette libro 9°, 1651
- 2 knihy Scherzi musicali 1607 a 1632
- Lamento d’Arianna, 1623; s lat. textem jako Pianto della Madonna, in: Selva morale… 1641

### Jevištní díla

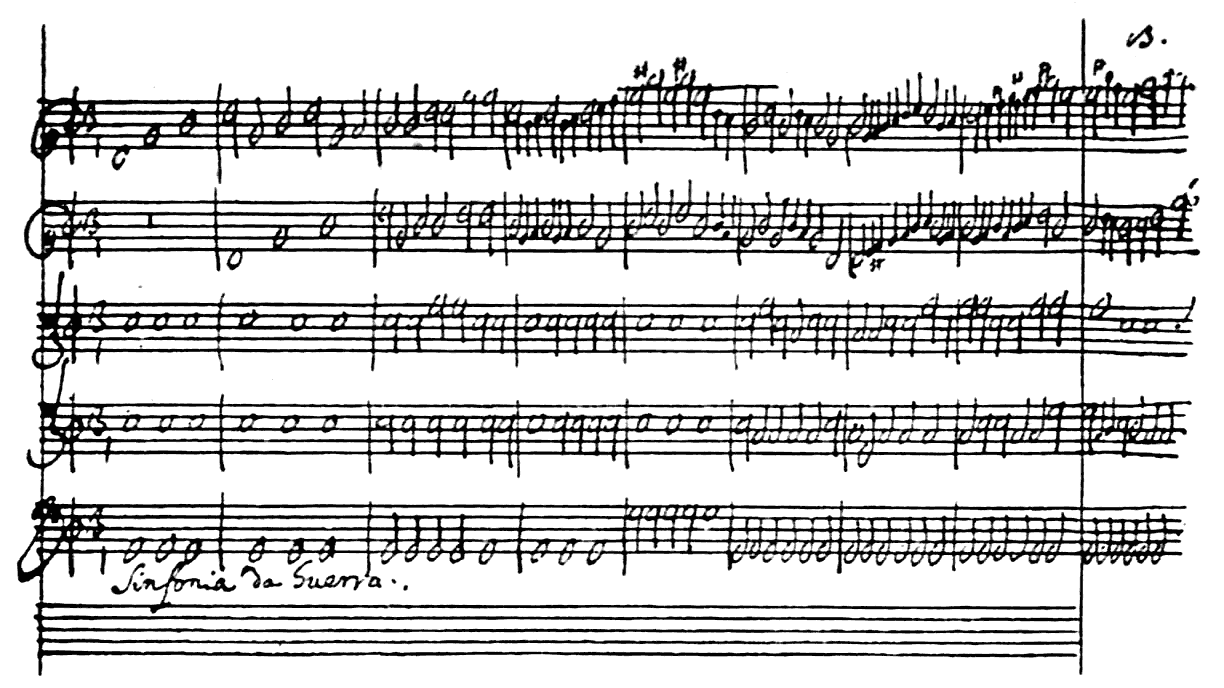
Ukázka partitury Il ritorno d’Ulisse in patria

- L’Orfeo, Mantova 1607
- L’Arianna, tamtéž 1608
- Prolog k L’idroppica (Guarini) tamtéž 1608 (ztraceno)
- Il ballo delle ingrate, tamtéž 1608
- Ballett Tirsi e Clori, tamtéž 1616
- Prolog k Maddaleně, tamtéž 1617
- Intermedien Le nozze di Teti e di Peleo, tamtéž 1617 (ztraceno)
- Andromeda, tamtéž 1617 (ztraceno)
- Lamento d’Apollo, kolem 1620 (ztraceno)
- Il combattimento di Tancredi e Clorinda, Benátky 1624
- La finta pazza Licori, Mantova 1627 (ztraceno)
- Armida 1627 (ztraceno)
- Prolog a intermedia, mj. Gli amori di Diana e di Endimione, Parma 1628 (ztraceno)
- Torneo Mercurio et Marte, tamtéž 1628 (ztraceno)
- Proserpina rapita, Benátky 1630 (ztraceno)
- Ballo in onore dell’Imperatore Ferdinando III, Vídeň 1637
- Il ritorno d’Ulisse in patria, Benátky 1640
- Le nozze d’Enea con Lavinia, Benátky 1641 (ztraceno)
- Balet La vittoria d’amore, Piacenza 1641 (ztraceno)
- L’incoronazione di Poppea, Benátky 1642 (dochovány dvě verze)

#### Ukázky hudby
- Non si levav'ancor – Il secondo libro de madrigali a cinque voci / Druhá kniha pětihlasých madrigalů, číslo 1. Text Torquato Tasso (1544–1595)
- Cor mio mentre vi miro – Il quarto libro de madrigali a cinque voci / Čtvrtá kniha pětihlasých madrigalů, číslo 2. Text z díla Rime Giovanniho Battisty Guariniho (1538–1612)
- Cruda amarilli – Il quinto libro de madrigali a cinque voci / Pátá kniha pětihlasých madrigalů, číslo 1. Text z díla Il Pastor fido G. B. Guariniho